# Coleophora laurentella
Coleophora laurentella é uma espécie de mariposa do gênero Coleophora pertencente à família Coleophoridae.